# Lacs Amance et du Temple
Vous lisez un « bon article » labellisé en 2010.  Il fait partie d'un « bon thème ».
Pour les articles homonymes, voir Amance.
Les lacs Amance et du Temple sont les deux lacs artificiels qui forment le lac-réservoir Aube. Ils se situent dans le département de l'Aube, dans le Grand Est. Ainsi, le premier est le plus grand lac d'Europe réservé au motonautisme et le second est le plus grand d'Europe sans équipement nautique. Si leur capacité normale est de 170 hm3, avec une superficie totale de 23,2 km2 ils pourraient, s'ils formaient un unique lac, être le troisième plus grand lac artificiel de France, au même niveau que le lac d'Orient. Achevés et mis en service en 1989, ils sont ainsi le dernier des grands lacs de Seine à avoir été construit. Ils font partie tout comme le lac voisin d'Orient du parc naturel régional de la forêt d'Orient créé en 1970, soit vingt ans avant sa réalisation.
Les deux lacs, reliés par un canal, ont pour but de protéger Paris et son agglomération des crues dévastatrices de la Seine, dans laquelle l'Aube se jette. Des fonctions secondaires leur sont aussi conférées : tandis que le lac Amance, à l'est, est voué au motonautisme, le lac du Temple, à l'ouest, est quant à lui abandonné à la découverte de la nature.

## Géographie

### Situation
Le lac-réservoir Aube se situe sur les cantons de Brienne-le-Château, Piney et Vendeuvre-sur-Barse, dans le département de l'Aube, en Champagne-Ardenne. Il a été construit dans la plaine de la Champagne humide, dont la nature du sous-sol permet l'étanchéité du lac, entre les villes de Troyes, Bar-sur-Aube et Brienne-le-Château. Il est bordé au nord par des champs, et au sud par la forêt du Temple et la forêt d'Orient.

### Lac Amance

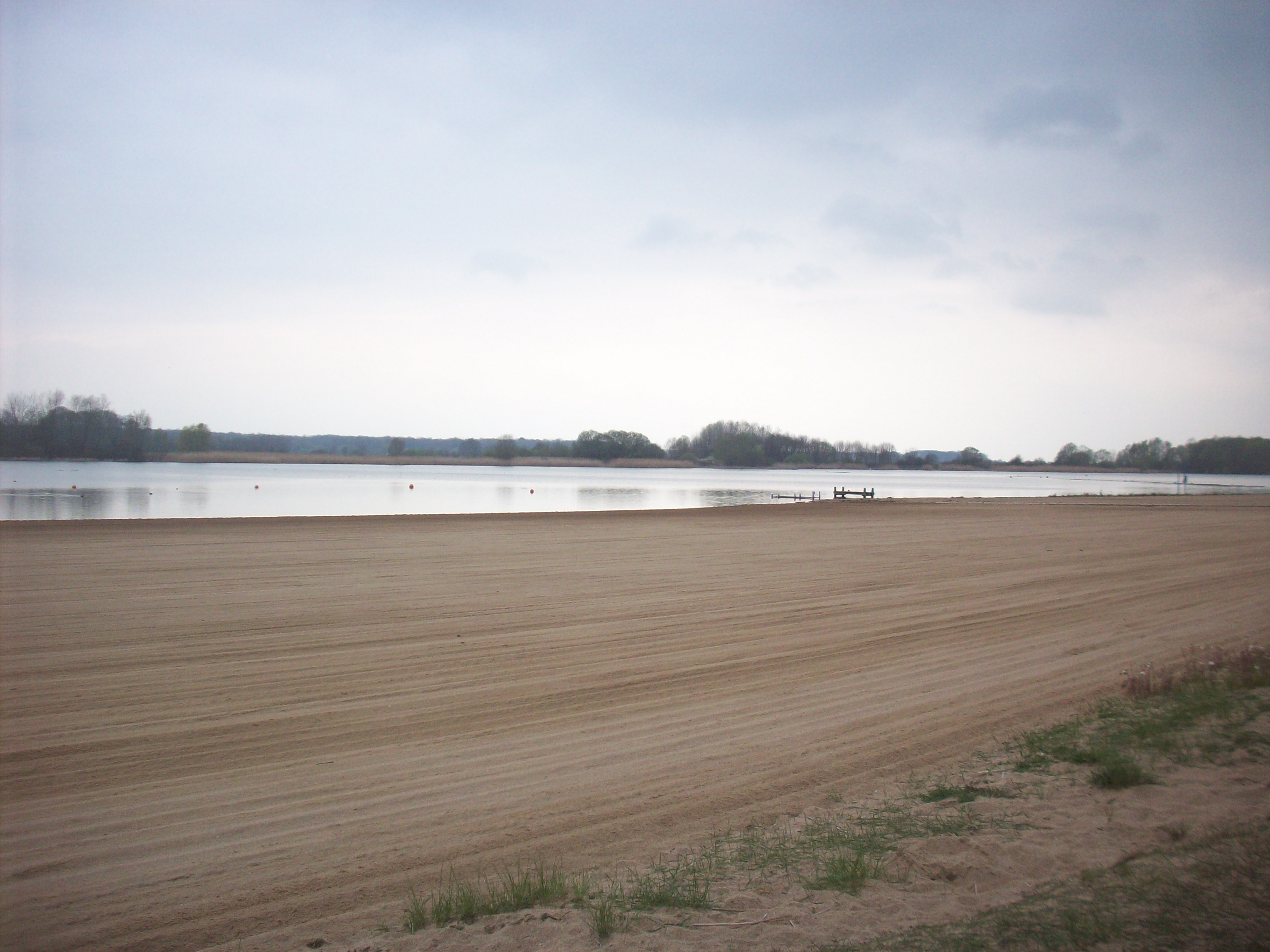
La plage du lac Amance.

Le lac Amance est, avec ses 480 ha de superficie, le moins important des deux bassins du lac-réservoir Aube et le plus petit des grands lacs de Seine. Il doit son nom à la rivière Amance traversant le lac, qui tire elle-même son nom de la commune d'Amance, située plus au sud. Le lac s'étend sur les communes de Dienville et de Radonvilliers, respectivement peuplées de 805 et 381 habitants en 2007. Il comporte deux îles : « l'île aux Oiseaux » et « l'île aux Carpes », elles sont toutes les deux équipées d'un ponton pour y accéder en bateau.

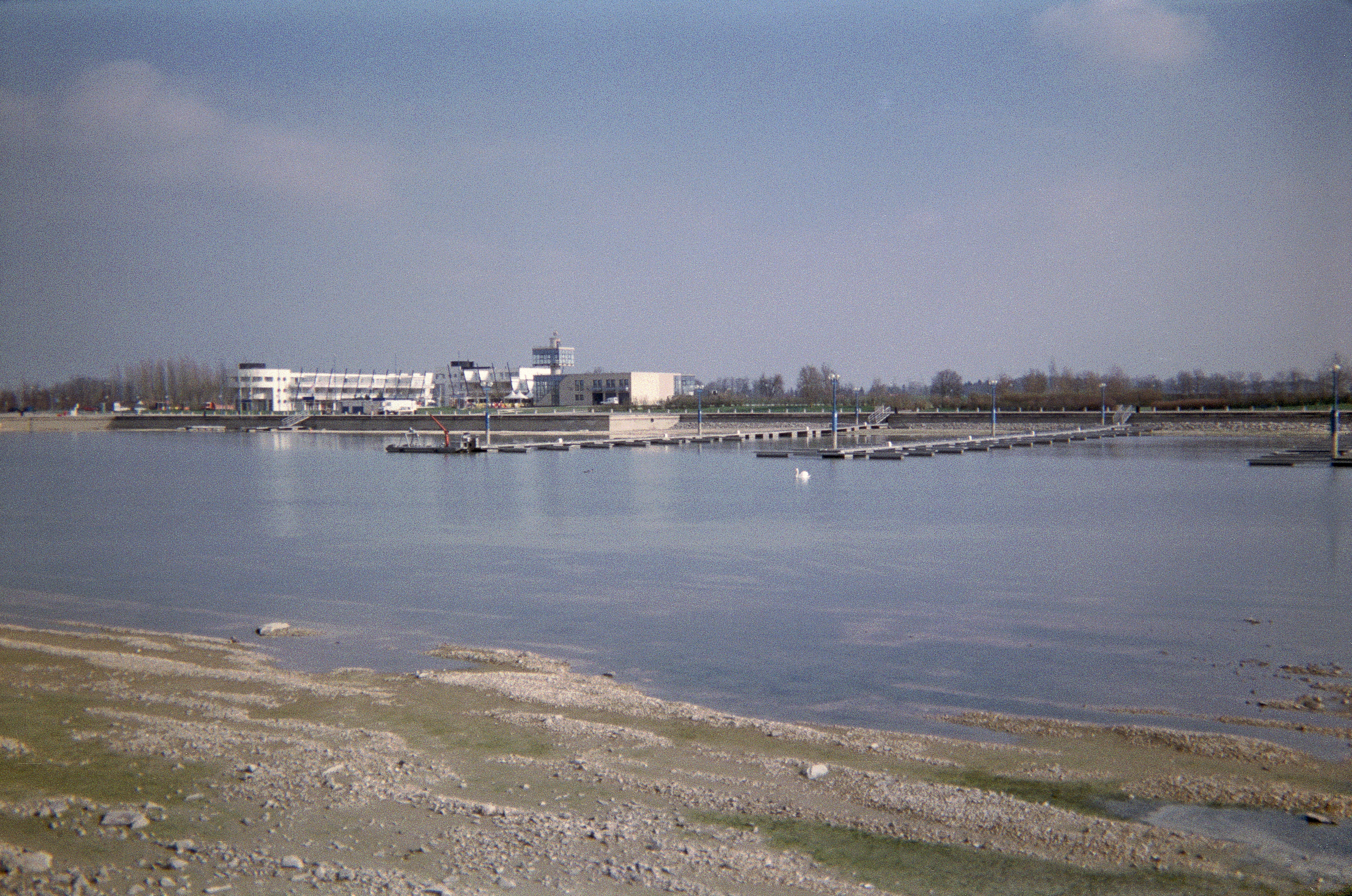
Le port de plaisance de Dienville.

Le lac Amance est le plus grand lac à proximité de Paris consacré au motonautisme, cependant la plupart des anses du lac sont interdites à toute activité, notamment pour protéger l'avifaune locale. Le port de plaisance du lac est le « Port-Dienville », la profondeur de l'eau y est de 3 m contre 5 à 12 m sur l'ensemble du lac. D'une capacité de 240 emplacements, il est le siège de la brigade nautique de gendarmerie de Champagne-Ardenne. Il se trouve juste à côté de l'unique plage du lac. La pêche y est praticable de jour comme de nuit sur les rives du lac. De plus, huit aires de pique-nique, deux stades réservés à la motomarine et au ski nautique et d'autres équipements sportifs (terrain de football, table de ping-pong, etc.) y sont aménagés.
Le lac est également un haut-lieu d'ornithologie : de nombreux touristes y viennent observer les oiseaux, de l'été au printemps. La digue de Radonvilliers et l'observatoire ornithologique sont les lieux les plus appropriés à la découverte de sa faune.

### Lac du Temple

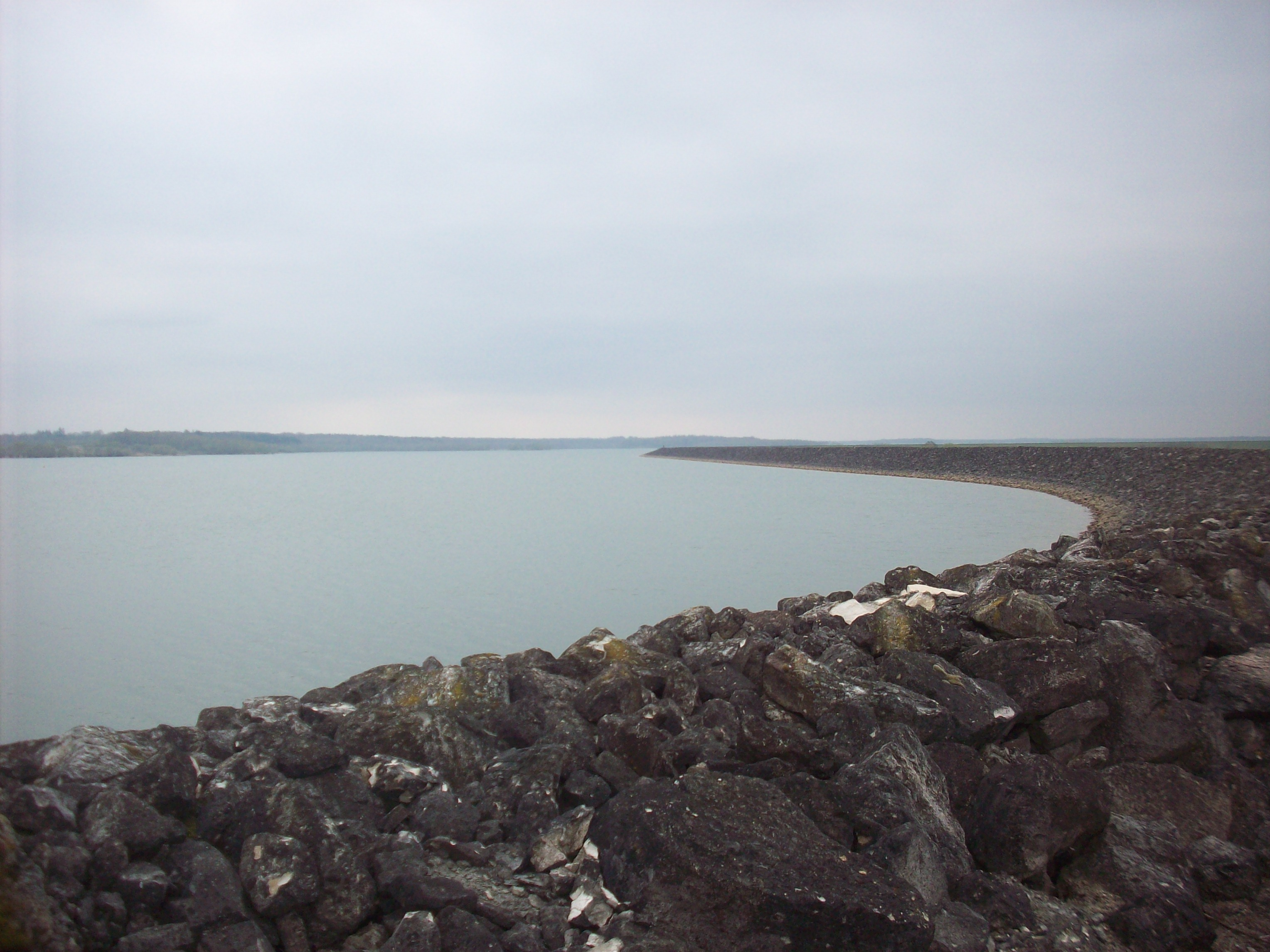
Le lac du Temple, vu depuis la digue de Brévonnes.

La superficie du lac du Temple est de 1 840 ha. Sa capacité est de 148 hm3. Il se situe sur le territoire des communes d'Amance, Brévonnes, Mathaux, Piney et Radonvilliers, regroupant 2 791 habitants (au 1er janvier 2007). L'appellation lac du Temple provient des templiers, qui s'établirent dans la région au Moyen Âge, donnant leur nom à la forêt du Temple et à celle d'Orient, qui encerclent le lac. Il était autrefois appelé « lac Auzon-Temple », en raison de la rivière Auzon dont la haute vallée fut en partie noyée par le lac.
Le lac du Temple est réputé pour son calme, idéal à la pratique de la pêche, il est d'ailleurs parfois décrit comme « le royaume de la pêche et des petites voiles », car ici les bateaux à moteur ne sont pas acceptés. La pêche et la navigation sont autorisées seulement dans la partie orientale du lac. La partie occidentale du lac est elle occupée par la réserve naturelle nationale de la forêt d'Orient, dont font partie ses deux principales anses : l'« anse d'Auzon » et l'« anse du Temple » ; le lac ne compte qu'une seule île, qui ne possède pas de nom. Autour se trouvent deux étangs : celui de Jonchery et celui du Grand Orient. De plus, les digues des Valois, du Grand Orient, de la Fontaine aux Oiseaux et de Frouasse, sont construites « sur le lac », ce qui crée de nouveaux étangs à ses abords.

## Hydrologie
Comme les autres grands lacs de Seine, le lac-réservoir Aube est géré par l'Institution interdépartementale des barrages-réservoirs du bassin de la Seine (IIBRBS). Il se divise en deux bassins, le lac Amance et le lac du Temple, pour une superficie totale de 2 320 ha, et contrôle un bassin versant de 1 650 km2. Ces deux lacs sont fermés grâce aux reliefs naturels et à 13,5 km de digues de terre, construites en même temps que le lac-réservoir. Le lac Amance est par ailleurs traversé par la rivière du même nom ; l'Auzon, dont le lac du Temple a détruit sa vallée, y prend désormais sa source.
Entre le premier novembre et le 30 juin, l'eau de l'Aube est puisée à Jessains grâce à un canal d'amenée (aussi appelé « canal d'Amance ») long de 4,4 km, lorsque la rivière est à son plus haut niveau de manière à éviter les crues : c'est l'« écrêtement des crues ». L'eau s'écoule ensuite dans le lac Amance puis repart par un canal de jonction d'une longueur de 1,5 km vers le lac du Temple. Du premier juillet au 31 octobre, l'eau est reversée dans sa rivière d'origine à Mathaux par un canal de restitution de 3,3 km de long. Cette action, appelée « soutien d'étiage », a lieu alors que le débit de la rivière est au plus bas, réduisant ainsi les risques de sécheresse. Si l'étiage est plus long que prévu, une « tranche de réserve » de 20,8 millions de m3 stockée dans le lac est alors déversée dans l'Aube. Par ailleurs, une « tranche morte » (3,4 millions de m3) est toujours présente dans le lac pour préserver le cheptel de poissons présent,.
Cependant, seul le niveau du lac du Temple varie, celui du lac Amance restant stable tout au long de l'année. C'est pour cela que tous les dix ans, une vidange du seul lac du Temple a lieu pour réaliser des inspections et quelques travaux. Le canal d'amenée est lui aussi vidangé à la même période. Lors de la vidange décennale de 2005, pour leur survie, plus de 6 700 tonnes de poissons ont été transférées du lac du Temple vers le lac Amance.

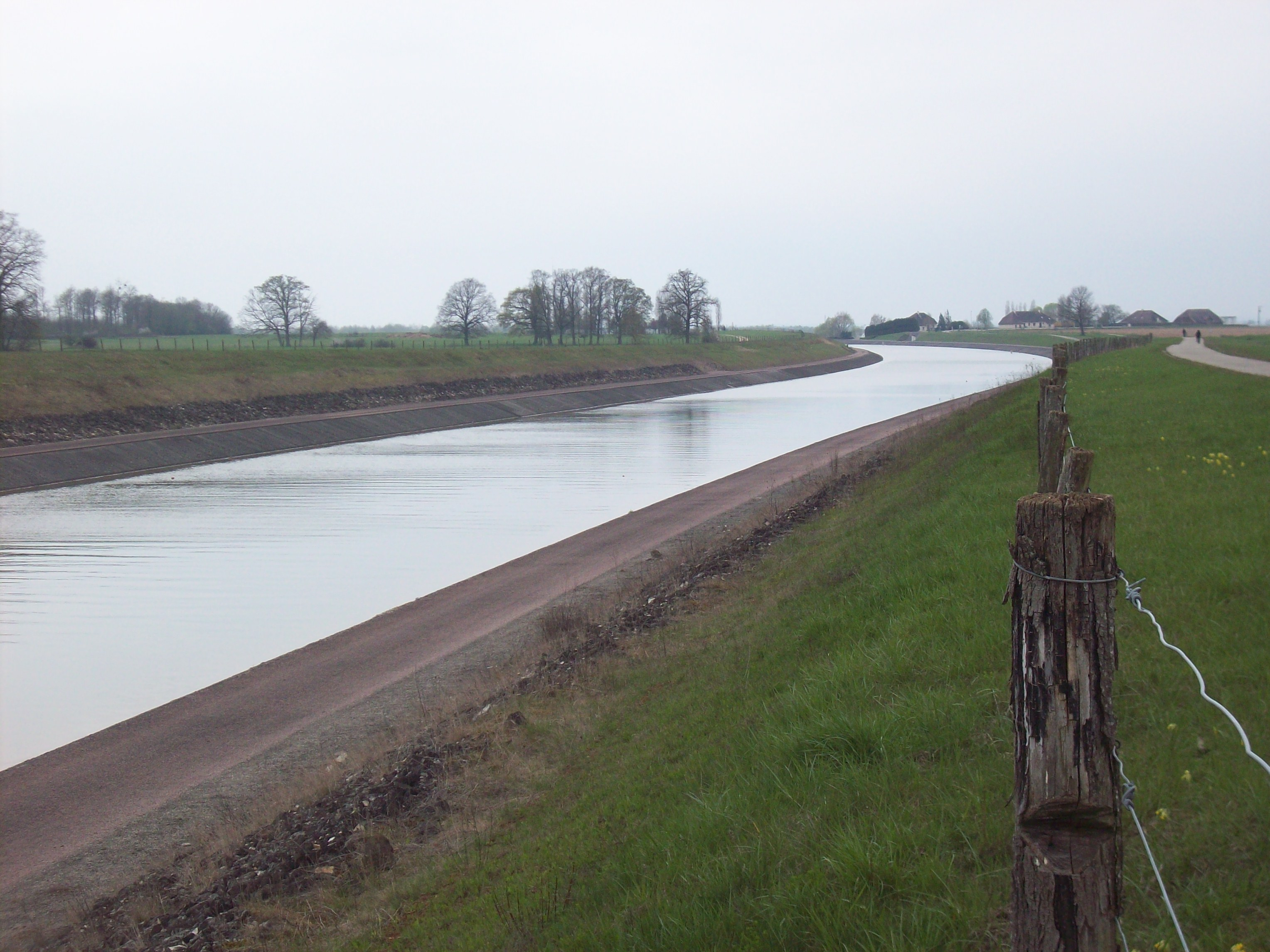
Canal de jonction.
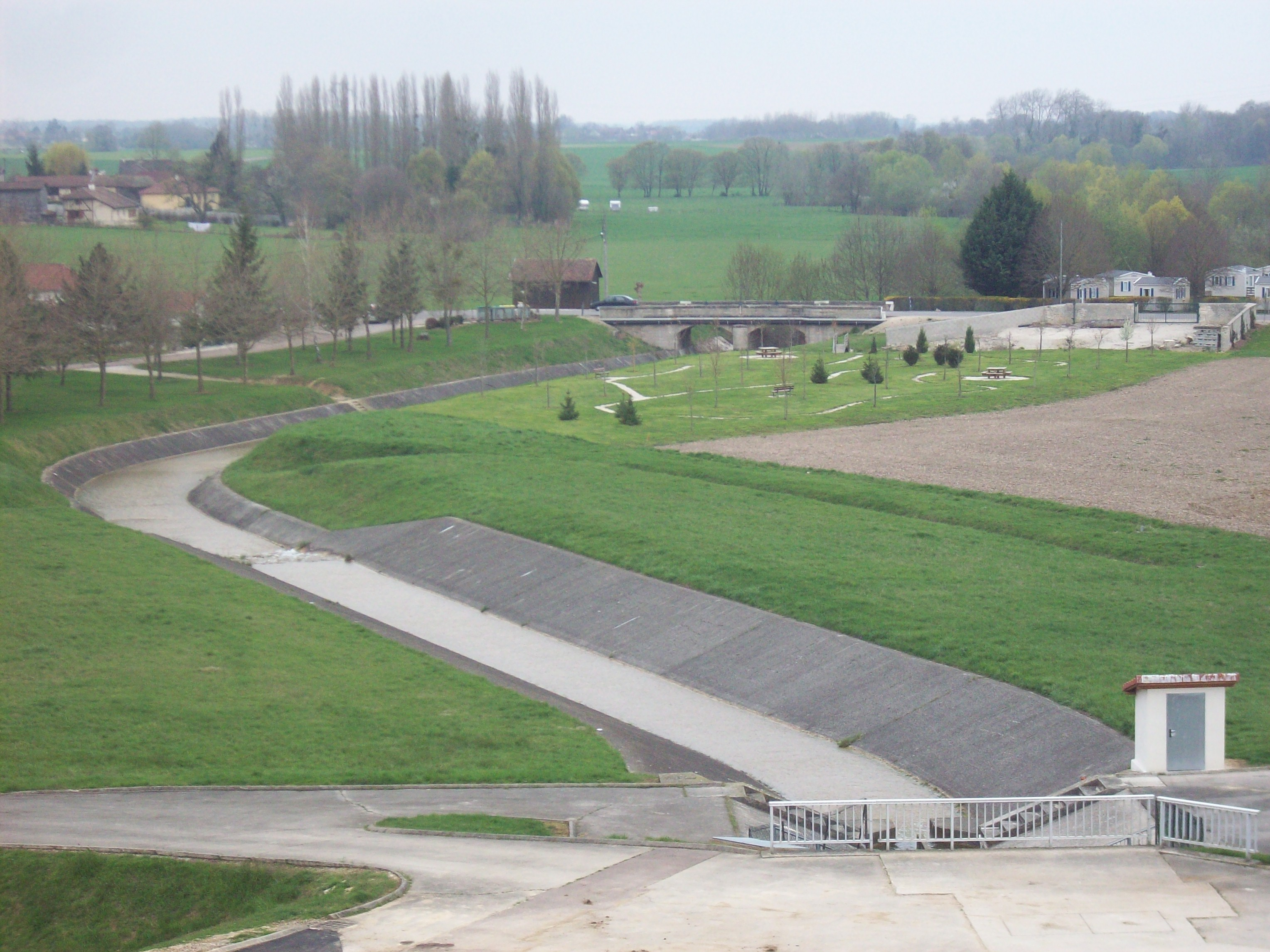
Restitution à l'Amance.
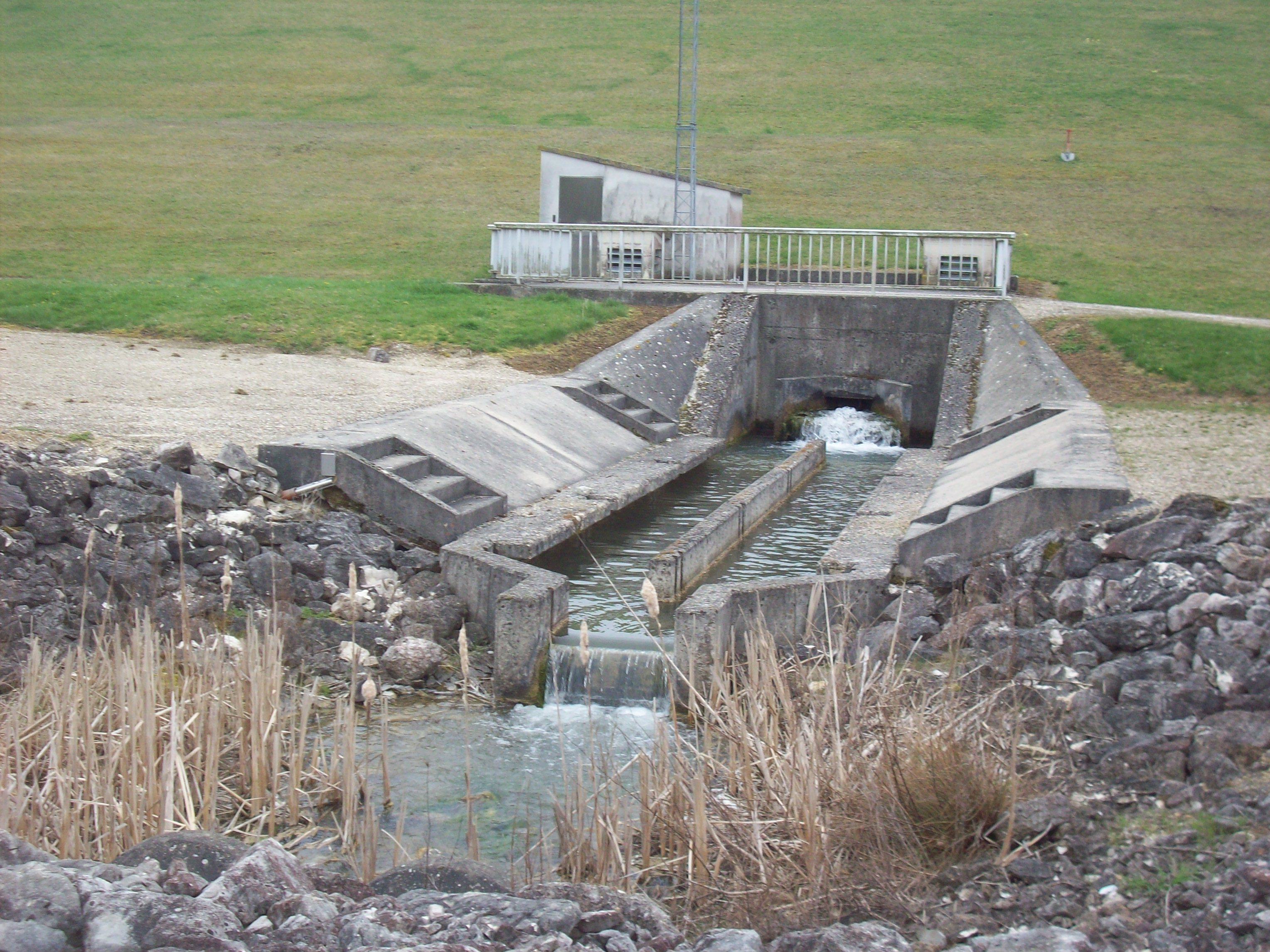
Restitution à l'Auzon.
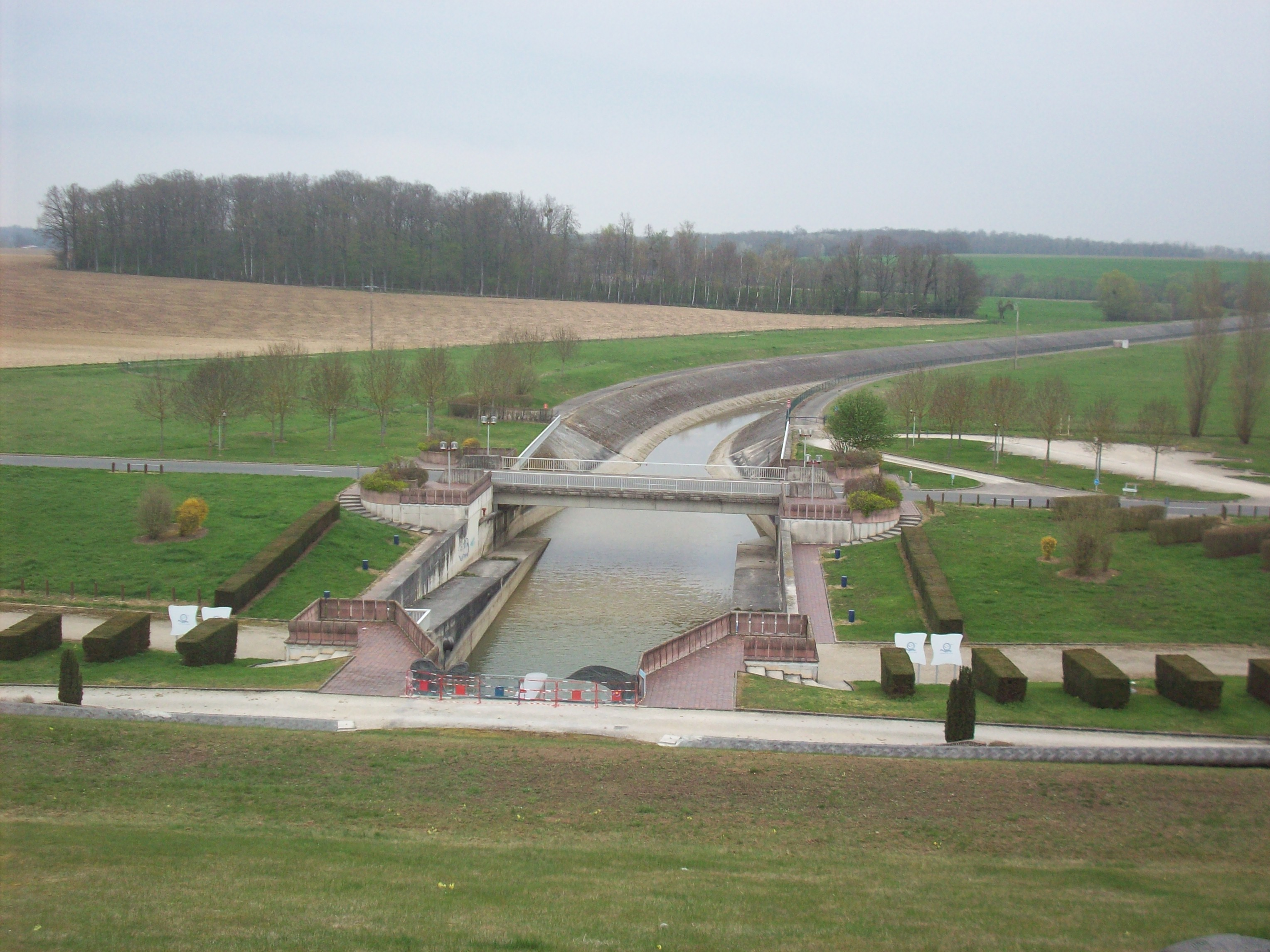
Canal de restitution (Aube).

## Climat
Les lacs Amance et du Temple sont soumis à un climat continental mêlé à un climat océanique dégradé. Les températures y sont assez douces, comprises entre 5,8 °C et 25,2 °C pour les maximales. Pourtant certains hivers y sont particulièrement froids, comme en 1971 où il fit jusqu'à −25,2 °C ; les étés peuvent aussi y être chauds et secs, avec un record de température lors de la canicule de 2003 à 40,6 °C. Les quatre derniers mois de l'année sont les plus pluvieux avec ceux de mai et juin.
| Mois                                       | Janv  | Fév   | Mars  | Avr  | Mai  | Juin | Juil | Août | Sept | Oct  | Nov   | Déc   | Année |
| ------------------------------------------ | ----- | ----- | ----- | ---- | ---- | ---- | ---- | ---- | ---- | ---- | ----- | ----- | ----- |
| Record des températures maximales (°C)     | 16,2  | 20,4  | 23,7  | 27,8 | 31,0 | 35,4 | 36,6 | 40,6 | 31,1 | 30,3 | 22,5  | 19,0  | 40,6  |
| Températures maximales moyennes (°C)       | 5,8   | 7,5   | 11,6  | 14,5 | 19,0 | 22,1 | 25,2 | 25,2 | 21,1 | 16,0 | 9,7   | 6,9   | 15,4  |
| Températures minimales moyennes (°C)       | -0,3  | -0,2  | 2,0   | 3,3  | 7,3  | 10,4 | 12,4 | 12,0 | 9,4  | 6,5  | 2,5   | 1,0   | 5,6   |
| Record de température minimale (°C)        | -25,2 | -25,0 | -15,4 | -6,2 | -3,5 | 0,4  | 1,6  | 1,1  | -1,9 | -7,0 | -11,1 | -21,0 | -25,2 |
| Moyennes mensuelles de précipitations (mm) | 51    | 47    | 51    | 51   | 61   | 58   | 48   | 49   | 55   | 64   | 52    | 64    | 653   |

## Histoire
À la suite des crues de la Seine du début du XXe siècle qui inondèrent Paris, l'État et le département de la Seine décidèrent de la création de lacs-réservoirs, pour contrôler les crues et apporter de l'eau en été à la Seine. Depuis, trois lacs furent construits : le lac de Pannecière (1949), le lac d'Orient (1966) et le lac du Der-Chantecoq (1974). L'Aube était alors, avec ses 248,3 km, le plus important affluent de la Seine non aménagé par les Grands lacs de Seine (en amont de Paris).
Si plusieurs projets furent étudiés dans les années 1920 et arrêtés en 1950, le lac-réservoir Aube ne fut achevé qu'en 1990. En effet, le besoin de ce lac dans l'intérêt général ne fut reconnu publiquement qu'en 1977. De plus, des problèmes de trésorerie, le désaccord de la population locale ainsi que la disparition du département de la Seine ralentirent le projet. Les terres furent donc négociées en échange de contrepartie et compensations, notamment la restauration d'anciens plans d'eau aux alentours.
Les travaux débutèrent courant 1983, plus de 3 000 ha de terres, partagées entre neuf communes, furent nécessaires à la construction du lac-réservoir, dont une majeure partie étant composée de forêts et d'étangs. Il est aujourd'hui géré par l'Institution interdépartementale des barrages-réservoirs du bassin de la Seine.
Début mai 2013, face à la crue de l'Aube, l'établissement public territorial de bassin a pris la décision d'utiliser la « tranche exceptionnelle » de 50 cm et de continuer à remplir les lacs Amance et du Temple. De ce fait, le 7 mai à 8 h, la quantité d'eau contenue dans les lacs Amance et du Temple a atteint 182,68 millions de m3 sur les 183,50 millions de m3 de capacité maximale, soit un taux de remplissage arrondi à l'unité de 100 %. Le prélèvement a été arrêté à 23 h. À la suite de ces crues, plusieurs communes dont Buchères, Verrières et Bréviandes ont été frappées par des inondations d'eau.

## Faune et flore

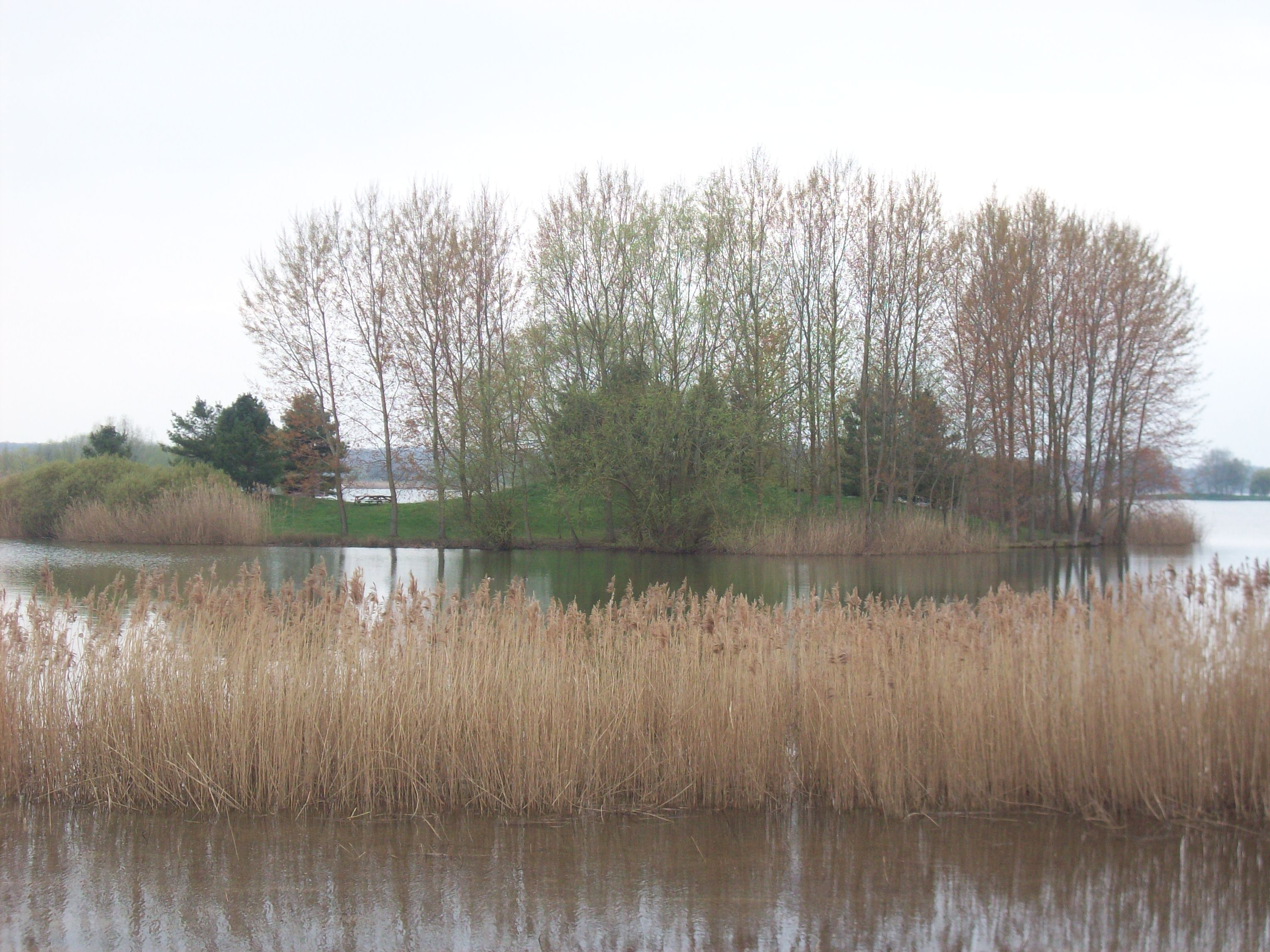
Roseaux devant l'île aux carpes.

Au lac du Temple, la flore locale est essentiellement due à la variation du niveau des eaux. Les potamots, les nénuphars et les characées (surtout sur le lac Amance) y sont présents. On y trouve également des lentilles d'eau, des roseaux (massette à larges feuilles, phragmites). Autour des lacs, le saule cendré, l'aulne et le frêne cèdent peu à peu leur place à la forêt de chênes et de charmes.
Une zone de protection spéciale du réseau Natura 2000 de 23 575 ha regroupe les trois « Lacs de la forêt d'Orient ». Les « étangs de la Champagne humide » dont font partie les deux lacs sont classés par la convention de Ramsar depuis 1991. Le lac du Temple appartient à la « Réserve naturelle nationale de la forêt d'Orient », créée en 2002, répartie sur 1 560 hectares. Partagée avec le lac d'Orient, au sein de cette réserve naturelle on dénombre 531 espèces de champignons, 400 de plantes, 907 d'insectes, 52 de bryophytes, 17 de poissons, 11 d'amphibiens, 5 de reptiles et 212 d'oiseaux. On y compte aussi 41 espèces de mammifères, dont 11 de chauve-souris.

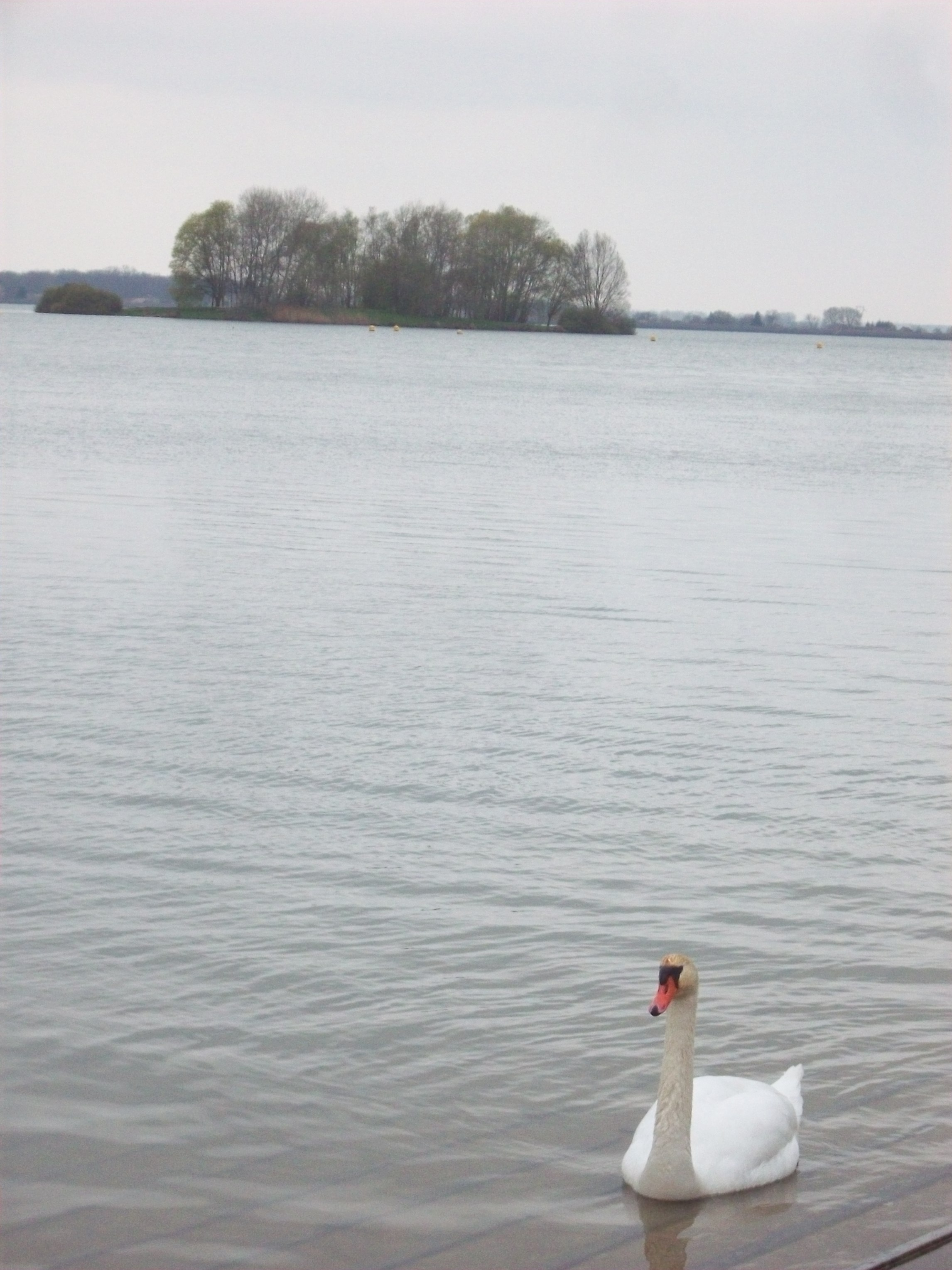
Un cygne devant l'île aux oiseaux.

Grâce aux importantes vasières laissées par les eaux, de nombreux oiseaux, notamment les limicoles dont 35 espèces sont recensées sur le lac, y font étape. De plus, le faible volume d'eau, fait des poissons des proies facilement accessibles aux grands oiseaux, notamment les hérons. Les principales espèces peuplant le lac et ses environs sont la grande aigrette (Egretta alba), les barges rousse (Limosa lapponica) et à queue noire (Limosa limosa), le balbuzard pêcheur (Pandion halietus), la bécassine des marais (Gallinago gallinago), les bécasseaux variable (Calidris alpina), minute (Calidris minuta), de Temminck (Calidris temminckii), sanderling (Calidris alba) et cocorli (Calidris ferruginea), les canards colvert (Anas platyrhynchos) et souchet (Anas clypeata), les chevaliers aboyeur (Tringa nebularia), arlequin (Tringa erythropus) et gambette (Tringa totanus), le courlis cendré (Numenius arquata), le combattant varié (Phylomachus pugnax), la foulque macroule (Fulica atra), les grèbes huppé (Podiceps cristatus) et castagneux (Tachybaptus ruficollis), les héron cendré (Ardea cinerea) et pourpré (Ardea purpurea), les oies cendrée (Anser anser) et rieuse (Anser albifrons), les pluviers doré (Pluvialis apricaria) et argenté (Pluvialis squatarola), la sarcelle d'hiver (Anas crecca) et le vanneau huppé (Vanellus vanellus). Les lacs aubois sont surtout connus pour les milliers de grues cendrées qui y font escale au mois de novembre (plus de 20 000) et pour être le principal site français pour la halte post-nuptiale de cigogne noire (Ciconia nigra).
On trouve également dans les lacs de nombreux poissons : brochets, carpes, gardons, perches, sandres, tanches et truites, pour l'essentiel. La pêche à la carpe de nuit notamment y attirerait de plus en plus touristes-pêcheurs. D'autre part, la capture de gros poissons y est fréquente, avec entre autres un ancien record d'Europe pour la carpe commune à 66 livres.

## Tourisme

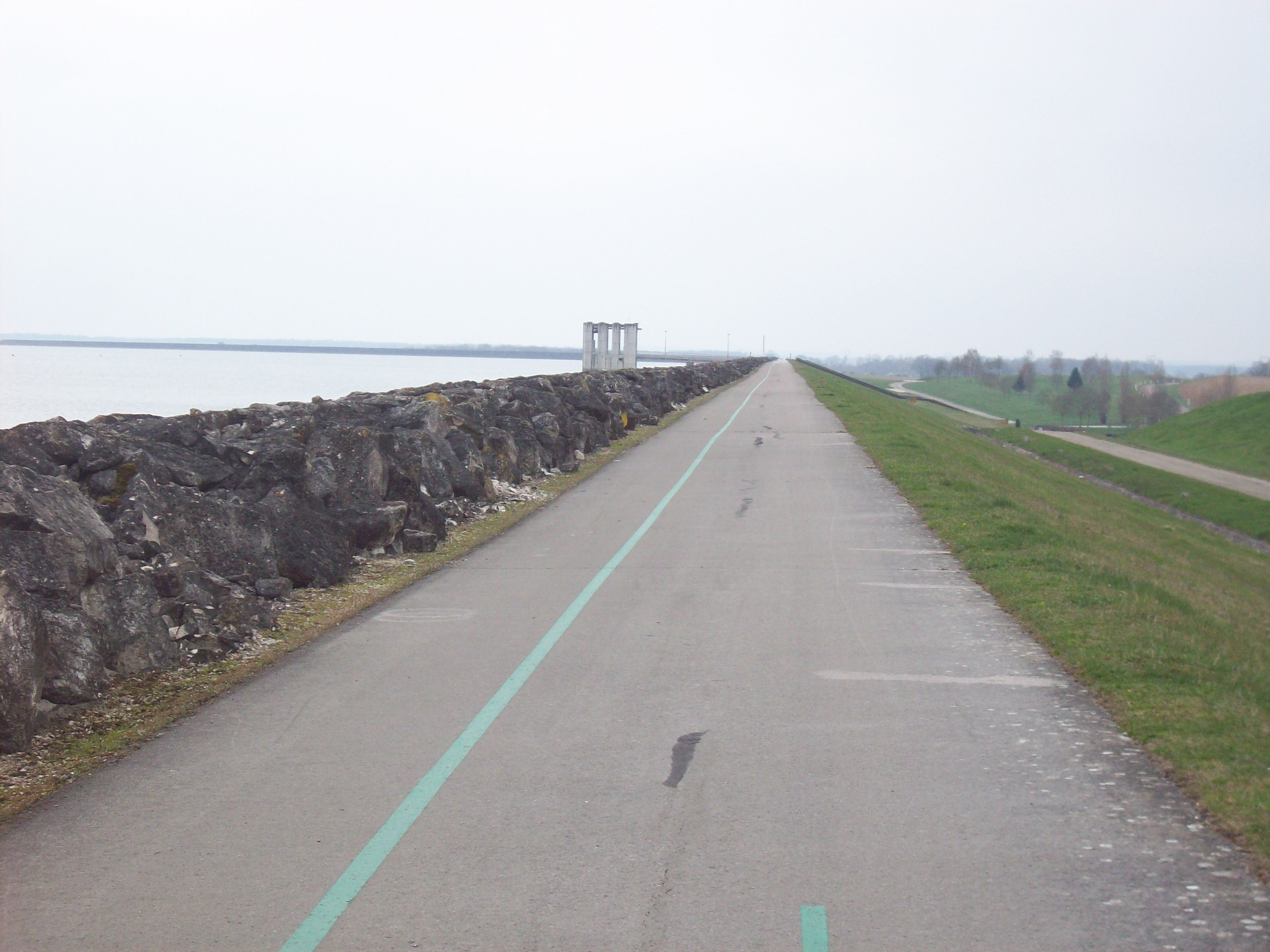
La vélovoie des lacs.

### Infrastructures
Les deux lacs sont accessibles par autoroute depuis Reims (130 km) par l'A26 et depuis Paris (180 km) et Dijon (160 km) par l'A5 et l'A31. On peut aussi y accéder par la route départementale 11, entre Piney et Dienville, par la route départementale 443, en provenance de Brienne ou Vendeuvre, et par la route départementale 43, depuis le lac d'Orient voisin lui-même relié à Troyes par l'ancienne route nationale 19, aujourd'hui route départementale 619. L'aéroport le plus proche est celui de Troyes-Barberey.
Contrairement aux autres grands lacs de Seine champenois où se trouvent trois ou quatre plages aménagées, le lac-réservoir Aube n'en possède qu'une seule, à Dienville. Pourtant le lac-réservoir est également bien équipé en ce qui concerne les pistes cyclables : une vélovoie verte relie notamment Port-Dienville à Saint-Julien-les-Villas et Troyes à respectivement 42 et 47 km de là ; cette véloroute longe les deux bassins par le nord, une extension par le sud du lac Amance est aussi en projet.
Pour l'hébergement, on compte onze gîtes ruraux, deux chambres d'hôtes, deux campings et un hôtel à proximité directe des deux lacs (sur le territoire des communes d'Amance, Brévonnes, Dienville, Mathaux et Radonvilliers). De nombreux autres sites pour se loger existent au-delà des villages limitrophes.

### Aux environs

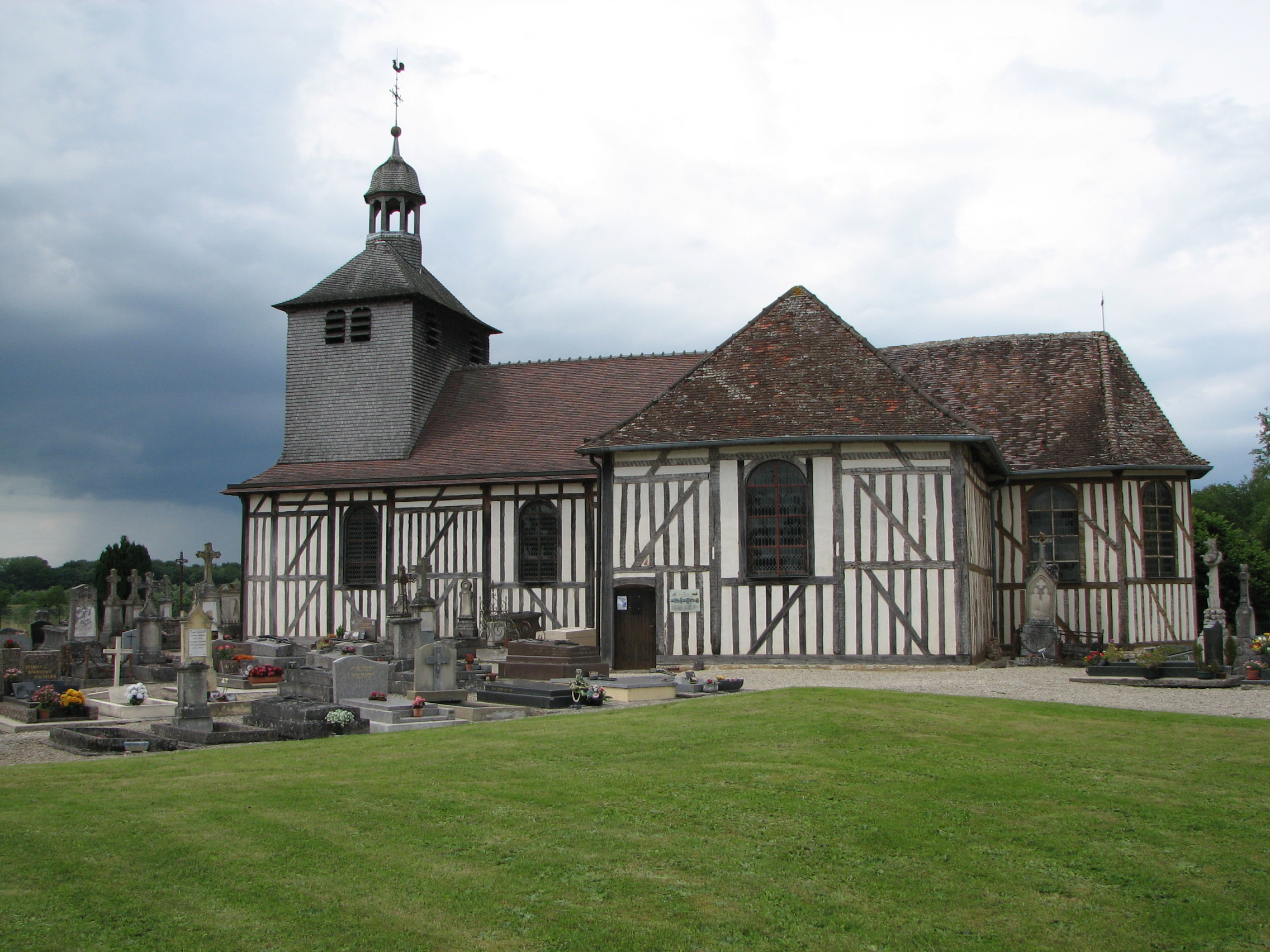
L'église Saint-Quentin de Mathaux.

L'Office de Tourisme des Grands Lacs de Champagne situé à Brienne-le-Château et Soulaines-Dhuys ainsi que Dienville en été accueille et renseigne les visiteurs et propose des expositions temporaires ainsi que de nombreux produits du terroir. Découvrez aussi la « maison du parc naturel régional » qui accueille vacanciers et expositions dans un ancien hôtel bourgeois du XVIe siècle, entre le lac du Temple et le lac d'Orient, qui est lui aussi un lieu privilégié pour l'observation de l'avifaune. Cependant les lacs de la forêt d'Orient sont, dans ce domaine, moins connus que le lac du Der-Chantecoq, qui attire chaque année plus d'un million de touristes. Il est lui aussi situé en Champagne humide, à moins de quarante kilomètres de là ; il est renommé pour les dizaines de milliers de grues cendrées qui y font escale.
Les deux lacs sont également un point de passage sur la route nationale 19, entre la préfecture du département, Troyes, réputée pour son centre-ville médiéval et ses magasins d'usines, et le parc d'attraction Nigloland, à Dolancourt, qui est le troisième de France en termes de fréquentation, avec environ 500 000 visiteurs par an. Au nord-est des lacs, la route des églises à pans de bois s'étend de Mathaux, juste au nord du lac-réservoir, jusqu'à Arrigny, à proximité du lac du Der, et relie un ensemble d'édifices religieux unique en France.